# Batalla de Tacuzcalco
La batalla de Tacuzcalco tuvo lugar el 13 de junio de 1524 en Tacuzcalco, una población nahua pipil hoy en ruinas, cercana a la actual Nahulingo, ubicada en Sonsonate, El Salvador.

## Antecedentes
Hernán Cortés había ordenado a Pedro de Alvarado conquistar las tierras que hoy se conocen como Guatemala, El Salvador y Honduras en nombre del Imperio Español después de su conquista del Imperio Azteca. Después de su conquista de los maya Quiché, maya Zutuhil, Pipiles de Escuintla y Xincas en Guatemala cruzó el río Paz en la mañana del 6 de junio de 1524, entrando al Señorío de Cuzcatlán. Peleó contra el príncipe Atonal en la sangrienta Batalla de Acajutla donde fue herido y después de cinco días de descanso en Acajutla llegó a la ciudad de Tacuzcalco, donde encontró a un ejército pipil.

## En Tacuzcalco

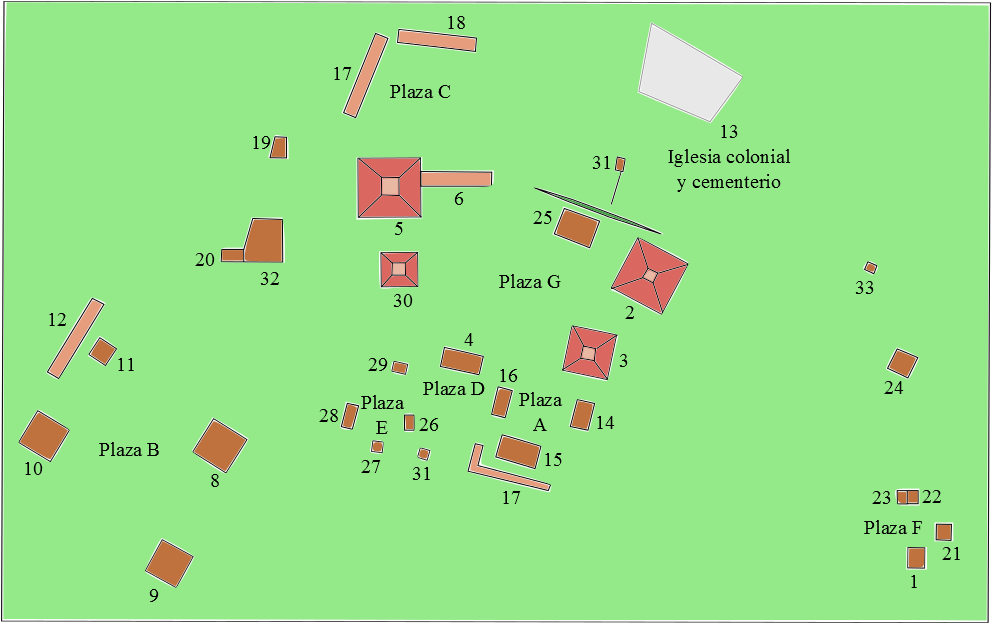
Estructuras de Tacuzcalco

Los guerreros de Tacuzcalco, Nahuizalco, Caluco, Juayúa, Izalco y los pocos guerreros que quedaron de la Batalla de Acajutla se reunieron en esta población, alcanzando los 3,000+-5,000 hombres. Estos Pipiles iban mejor armados que los Xincas y Pipiles en la Batalla de Acajutla, ya que en esta ciudad se entrenaban los guerreros y se fabricaban las armas. Los soldados en Tacuzcalco iban en mayoría armados con «… lanzas de 30 palmos, todas enarboladas…», pero también iban armados con jabalinas, mazos, arcos y flechas, macuahuitls y otras armas indígenas locales.

## La batalla
Mientras Pedro de Alvarado trató de comandar a sus tropas en la batalla no lo pudo hacer debido a la herida que sufrió en la Batalla de Acajutla tras ser atacando por una jabalina que fue lanzada directamente a su pierna, y le dio el mando a su hermano Jorge de Alvarado, Jorge organizó el ejército de la siguiente manera: Gómez de Alvarado en el flanco izquierdo con 30 hombres a caballo, Gonzalo de Alvarado en el flanco derecho con 20 hombres a caballo; y finalmente el mismo Jorge de Alvarado en el centro con el resto del ejército en el centro. El ejército Pipil se había organizado en una formación con sus piqueros en frente y el resto de sus tropas atrás, pero cerca de ellos, fue gracias a esta formación murieron tantos asaltantes.
En las siguientes horas hubo varios asaltos que dejaron varios muertos en ambos bandos, los indios auxiliares en particular sufrieron varias bajas a mano de los piqueros nahuas, aunque los asaltos españoles fueron feroces los pipiles lograron resistir, fue hasta que la artillería española abrió fuego sobre los defensores y los asaltos se intensificaron aún más; y la batalla empezó a ir a favor de los conquistadores; después de horas sangrientas de lucha los aborígenes finalmente huyeron el campo de batalla dejando miles de muertos en ambos lados.
Aunque los asaltos españoles fueron feroces los nahuas lograron resistir, fue hasta que la artillería española abrió fuego sobre los defensores y los asaltos se intensificaron aún más; y la batalla empezó a ir a favor de los conquistadores; después de horas sangrientas de lucha los aborígenes finalmente huyeron el campo de batalla dejando miles de muertos en ambos lados.